# Phemonoides ochreosticticus
Phemonoides ochreosticticus – gatunek chrząszcza z rodziny kózkowatych i podrodziny zgrzypikowych. Jedyny przedstawiciel rodzaju Phemonoides.

## Zasięg występowania
Gatunek ten występuje na Archipelagu Bismarcka.